# بيشمركة (فلم)
بيشمركة هو فيلم وثائقي من إخراج الفرنسي برنار-هنري ليفي. قُبل في اللحظة الأخيرة للمهرجان السينمائي 2016 كعرض خاص. يتضمن الفيلم "نظرة قريبة" على قوات البيشمركة، القوة القتالية للأكراد، التي تقاتل من أجل إقامة دولة كردستان عبر الدول القائمة في سوريا والعراق وإيران وتركيا.
أختير فلم "البيشمركة" كاختيار رسمي في مهرجان نيويورك السينمائي اليهودي في يناير 2017. حيث عرض لاحقًا في الأمم المتحدة في نوفمبر 2017 وفي الكونغرس الأمريكي في مارس 2018.

## روابط خارجية
- Peshmerga  في قاعدة بيانات الأفلام على الإنترنت (بالإنجليزية)